# Евсинский сельсовет
Евсинский сельсовет — сельское поселение в Искитимском районе Новосибирской области Российской Федерации.
Административный центр — железнодорожная станция Евсино.

## История
Статус и границы сельского поселения установлены Законом Новосибирской области от 2 июня 2004 года № 200-ОЗ «О статусе и границах муниципальных образований Новосибирской области»

## Население
| 2002  | 2010  | 2012  | 2013  | 2014  | 2015  | 2016  |
| ----- | ----- | ----- | ----- | ----- | ----- | ----- |
| 6330  | ↗6696 | ↗6838 | ↗6951 | ↘6935 | ↘6816 | ↘6648 |
| 2017  | 2018  | 2019  | 2020  | 2021  |       |       |
| ↘6551 | ↘6507 | ↘6444 | ↘6389 | ↘5694 |       |       |

## Состав сельского поселения
| № | Населённый пункт | Тип населённого пункта                          | Население |
| - | ---------------- | ----------------------------------------------- | --------- |
| 1 | Евсино           | железнодорожная станция, административный центр | ↘4695     |
| 2 | Ургун            | деревня                                         | ↗891      |
| 3 | Шадрино          | деревня                                         | ↘436      |